# Richmond Boakye
Pour les articles homonymes, voir Boakye.
Richmond Yiadom Boakye, né le 28 janvier 1993 à Accra, est un footballeur international ghanéen évoluant au poste d'attaquant au Selangor FC.

## Palmarès
- Championnat de Serbie : 2018